# Barahir
I J.R.R. Tolkiens berättelser om Midgård var Barahir en människa från Ladros, ättling till Bëors Hus i den Första Åldern. Han var son till Bregor, make till Emeldir, och mest känd som Beren Erchamions fader, som senare gifte sig med Lúthien Tinúviel och därmed ingick det första äktenskapet mellan alv och människa.

## Biografi
Barahir stred i Dagor Bragollach där Morgoths arméer krossade alverna och människorna från de norra rikena i Beleriand, inklusive Ladros, Barahirs land. Hans äldre bror, och herre över Bregolas Hus blev slaktad tillsammans med majoriteten av hans styrkor, men Barahir stred längre västerut nära Sirions Pass. Där räddade han alvkungen Finrod Felagund, dock med stora förluster. Finrod svor en ed om vänskap till Barahir och alla av hans slag, och som tacksamhet för detta gav han Barahir en ring som blev känd som Barahirs Ring, och sedermera en släktklenod. 
Efter förlusterna av detta krig flydde de flesta av hans folk från deras länder, men Barahir tog ledningen över Huset döpt efter honom och stannade kvar för att försvara landet. Morgoth jagade och dödade hans folk tills endast ett fåtal fanns kvar, och Dorthonions skog förvandlades till en labyrint av skugga och fasa, Taur-nu-Fuin. Då samlade Emeldir, Barahirs fru, ihop de kvarvarande kvinnorna och barnen och flyttade till Brethil. 
“Men ingen av dem återsåg någonsin de män de lämnat efter sig. Ty dessa dräptes en efter en, tills endast tolv män återstod kring Barahir: hans son Beren, och hans brorsöner Baragund och Belegund, Bregolas söner, och nio trogna tjänare av hans ätt, vilkas namn länge levde kvar i noldors sånger: de var Radhruin och Dairuin, Dagnir och Ragnol, Gildor och Gorlim den olycklige, Arthad och Urthel och Hathaldir den unge. De blev fredlösa utan hopp, en förtvivlad skara som inte kunde fly och vägrade att ge upp…Barahir och hans män jagades som vilda djur; och de drog sig tillbaka till det öde höglandet ovanför skogen, och strövade kring bland tjärnar och steniga hedar i detta område, så långt bort som möjligt från Morgoths spioner och trollformler. Deras viloläger var ljungen och deras tak den molnströdda himlen.” (Silmarillion sida 168)
De gjorde Tarn Aeluin i sydöstra Dorthonion till deras näste. De blev förrådda till Sauron av Gorlim, som längtade efter att få se hans fru och föll för Saurons lögner. Deras hemliga näste blev upptäckt och Barahirs män blev slaktade. Endast hans son Beren undkom döden och jagade ensam i vildmarken. Han reste en rös över hans faders ben och smög in i orchernas läger och dräpte deras hövdingar och återtog Barahirs hand och hans ring.